# 谭靖夷
谭靖夷（1921年11月6日—2016年11月12日），湖南衡阳人，中国水利水电工程施工专家。1946年毕业于交通大学唐山工学院（今西南交通大学）。1997年当选为中国工程院院士。